# Saint-Gervais-des-Sablons

Saint-Gervais-des-Sablons este o comună în departamentul Orne, Franța. În 1 ianuarie 2022 avea o populație de 71 de locuitori.